# Каменское (Калининградская область)
Ка́менское (до 1946 года — Заалау; нем. Saalau) — посёлок в Черняховском районе Калининградской области. Является административным центром Каменского сельского поселения.

## География
Посёлок расположен на реке именем Капитанка (бассейн Преголи), в 20 километрах западнее Черняховска. В 1,5 км к юго-востоку располагается населённый пункт с парным названием Ново-Каменское.

## История
На месте захваченной и сожженной тевтонскими рыцарями в 1276 году прусской крепости Востополо в 1352 году был возведён замок Заалау. Название происходит от прусского слова «заль» — «соль» (в этих местах когда-то были соляные копи).
Летом 1376 года великие князья-соправители Литвы Ольгерд и Кейстут вторглись в Надровию (территория современного Черняховского и Гвардейского районов). Отряд Кейстута на обратном пути осадил замок Заалау. В результате штурма замок был захвачен и сожжён. Позднее он был восстановлен. За крепостными стенами в XVI веке была пристроена пивоварня.
В 1734 в Заалау построили церковь. До 1945 года Заалау входил в состав Восточной Пруссии, Германия.
Во время Второй мировой войны в ночь на 23 января 1945 года Заалау был взят воинами 11-й и 84-й дивизии 11-й гвардейской армии.
С 1945 года входил в состав РСФСР СССР. В 1946 году Заалау был переименован в Каменское. 12 января 1965 года посёлок был передан из Озёрского района в Черняховский район. Являлся административным центром Каменского сельского округа.
Ныне в составе России. 30 июня 2008 года стал административным центром образованного в ходе административной реформы в Российской Федерации Каменского сельского поселения.

## Население
| 1910 | 1933 | 1939 | 2002 | 2010 |
| ---- | ---- | ---- | ---- | ---- |
| 474  | ↗750 | ↘725 | ↘615 | ↘457 |

## Достопримечательности
Объекты культурного наследия:
регионального значения
- Руины орденского замка (1352 года). Замок Заалау

Местного значения
- Кирха 1754 года
- Братская могила 105 советских воинов, погибших в январе 1945 года

## Галерея

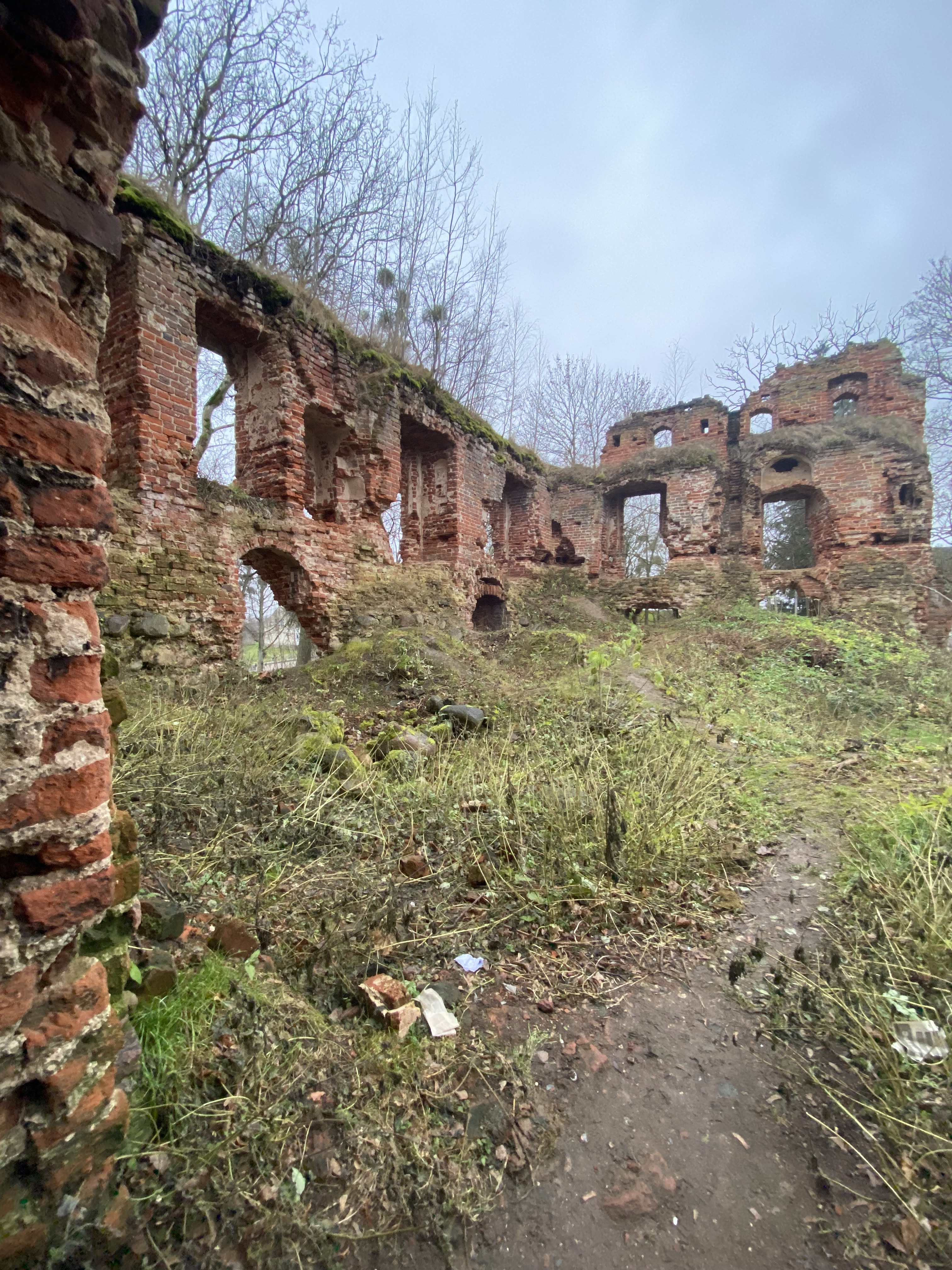
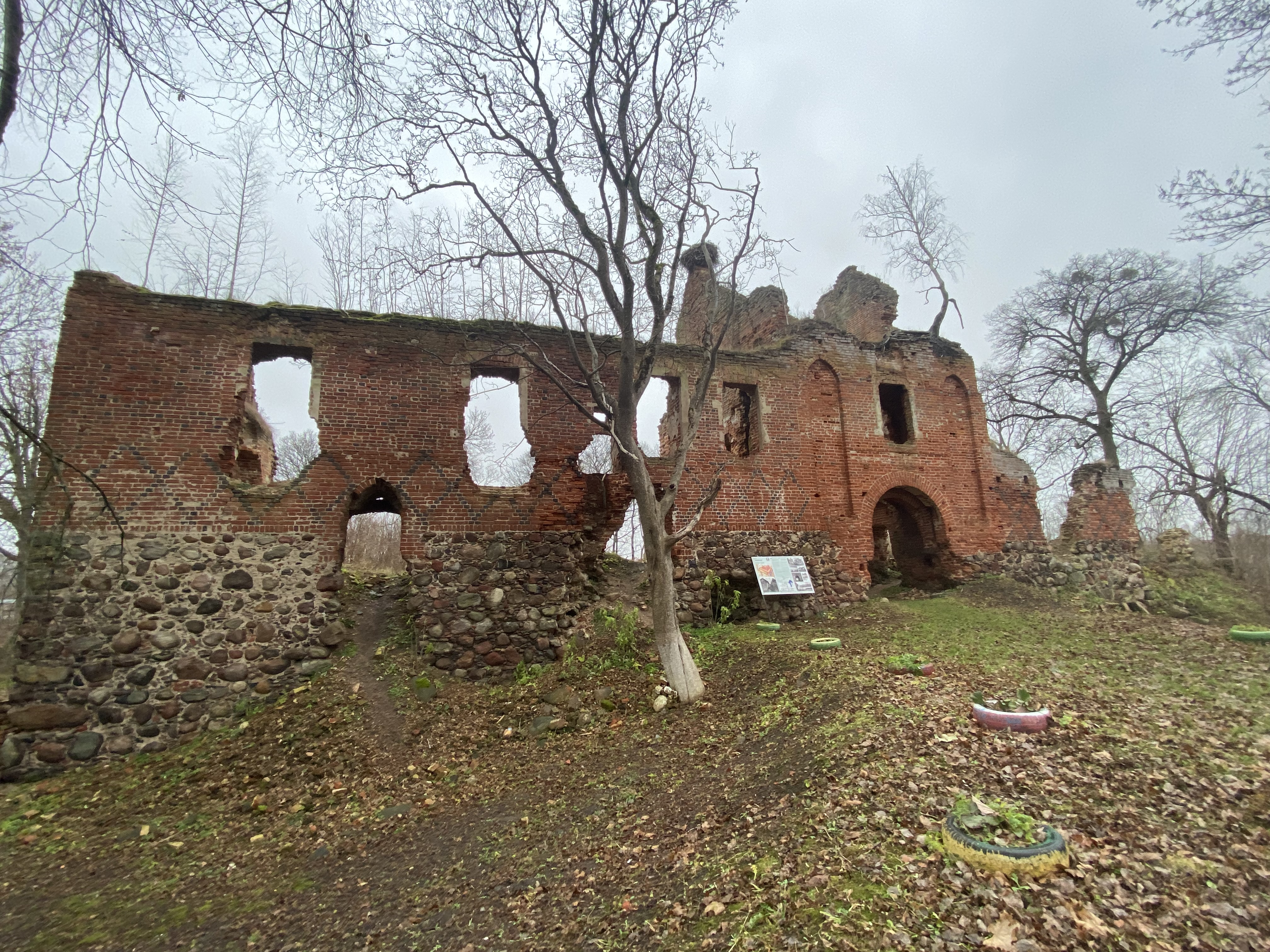
Замок Заалау. 2025 год
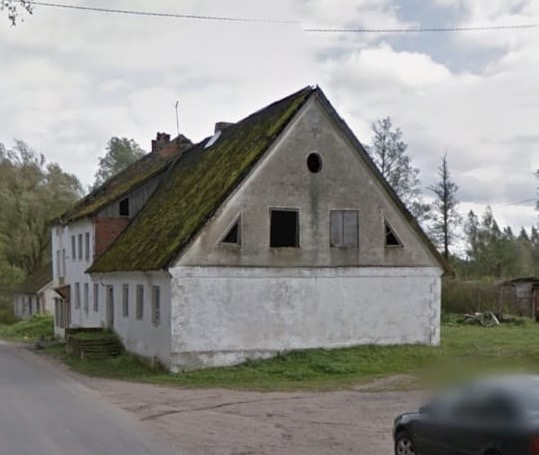
Снесенное здание напротив замка Заалау. 2024 год